# Staupenbach
Der Staupenbach ist ein Fließgewässer in der sächsischen Kleinstadt Hartha im Landkreis Mittelsachsen.
Der Bach hat seine Quelle am südwestlichen Ortsrand von Nauhain, einem Ortsteil von Hartha. Von dort fließt er weitgehend in nordöstlicher Richtung durch Nauhain und durch das Naturschutzgebiet Staupenbachtal. Er mündet nordwestlich von Westewitz in die Freiberger Mulde.